# Dusona artonae
Dusona artonae là một loài tò vò trong họ Ichneumonidae.